# Legendz
Legendz (レジェンズ , Rejenzu) est un manga de Rin Hirai et Makoto Haruno. Il a été adapté en anime et jeux vidéo.

## Jeux vidéo
- 2004 : Legendz: Yomigaeru Shiren no Shima (Game Boy Advance)
- 2004 : Legendz Gekitou! Saga Battle (PlayStation 2)
- 2005 : Legendz: Sign of Necrom (Game Boy Advance)